# AnsaldoBreda Sirio
Pour les articles homonymes, voir Ansaldo (homonymie) et Sirio.
L'AnsaldoBreda Sirio est un modèle de rame articulée de tramway fabriqué  par le constructeur italien AnsaldoBreda en Italie. La première rame a été produite en 2002.

## Caractéristiques
Le Sirio a été dessiné par le maître du design industriel Pininfarina, et dispose, comme tous les véhicules modernes, d'un plancher bas, le pantographe est implanté sur le module central de la rame. Ses lignes très aérodynamiques et ses extrémités aux formes ovoïdales en font un modèle reconnaissable parmi tous les autres. Selon les exigences de l'exploitant, sa vitesse peut atteindre 70 à 90 km/h.
Toutes les rames disposent d'un confort de très haut niveau et offrent la climatisation, des portes d'accès très généreuses, une absence totale de marche entre le quai et le plancher, un plancher entièrement plat pour faciliter l'accès des personnes à mobilité réduite.
C'est une rame articulée dont le nombre de voitures est fonction des besoins de l'exploitant. Ce tram est classé parmi les "jumbotram".

## Les versions
Les rames peuvent être mono ou bi directionnelles. Leur composition peut varier selon les besoins exprimés par l'exploitant et peuvent comprendre de 5 à 7 voitures par rame.
Une version spéciale a été produite à la demande expresse des exploitants des villes de Göteborg en Suède et de Bergame en Italie. Elle comporte des extrémtités aux lignes traditionnelles très carrées au lieu des lignes aérodynamiques des séries de base.

## Commercialisation

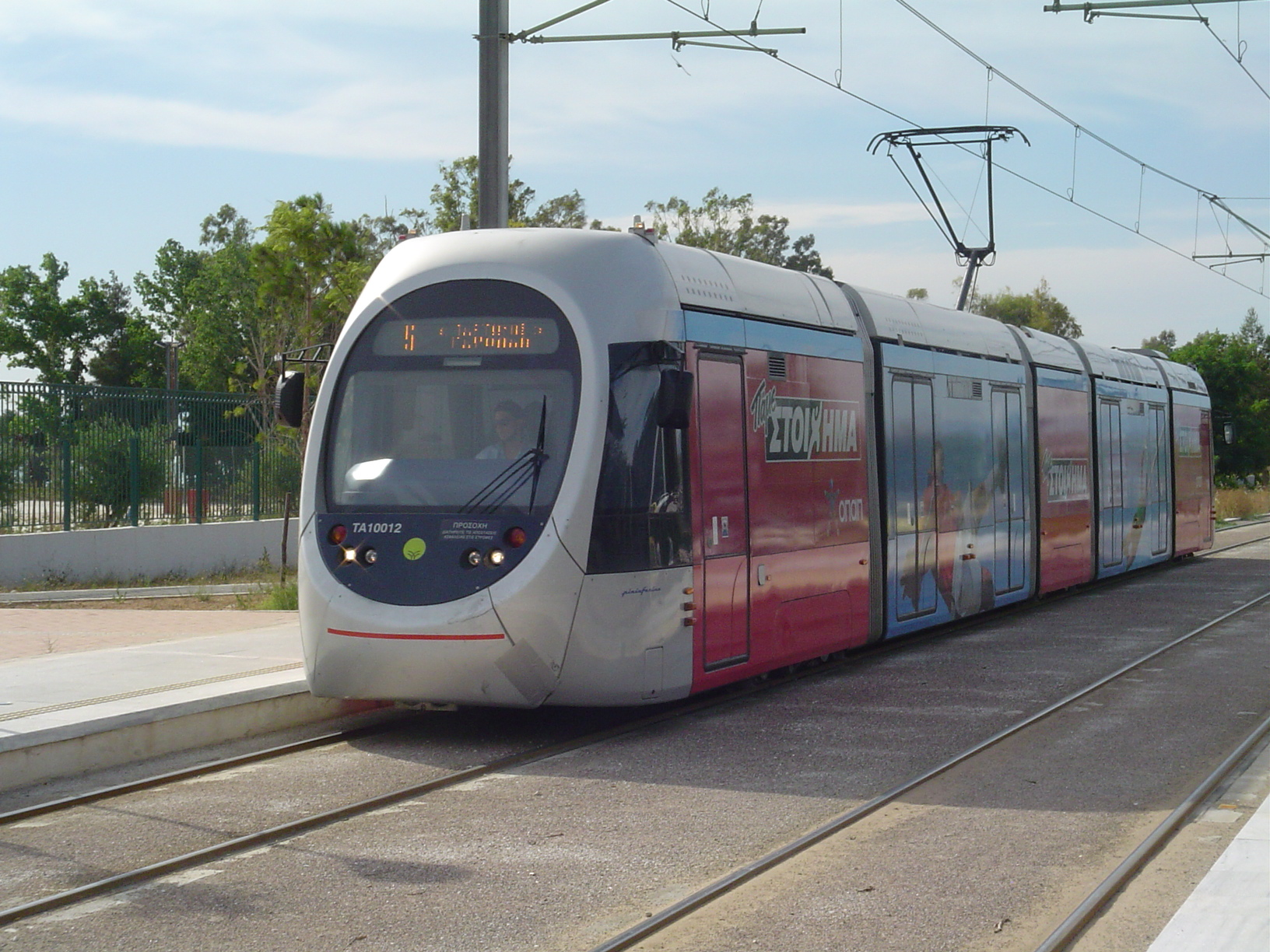
Sirio circulant sur le tramway d'Athènes.

| Pays    | Ville/réseau           | Nombre | Année de livraison | Longueur (en m) | Largeur (en m) | Capacité (passagers) | Alimentation électrique | Observations - Particularités                                                       |
| ------- | ---------------------- | ------ | ------------------ | --------------- | -------------- | -------------------- | ----------------------- | ----------------------------------------------------------------------------------- |
| Grèce   | Tramway d'Athènes      | 35     | 2004               | 32,30           | 2,40           | 269                  | 750 V                   | Rames bidirectionnelles                                                             |
| Italie  | Bergame                | 14     | 2009               | 29,90           | 2,40           | 239                  | 750 V                   | Rames bidirectionnelles 5 voitures                                                  |
| Italie  | Tramway de Florence    | 46     | 2009-2011          | 32              | 2,40           | 273                  | 750 V                   | Rames bidirectionnelles 5 voitures                                                  |
| Italie  | Tramway de Milan       | 48     | 2002-2010          | 35,85           | 2,4            | 285                  | 600 V                   | Rames unidirectionnelles 7 voitures                                                 |
| Italie  | Tramway de Milan       | 68     | 2003-2011          | 26,45           | 2,4            | 206                  | 600 V                   | Rames unidirectionnelles 5 voitures                                                 |
| Italie  | Tramway de Milan       | 33     | 2009-2010          | 26,5            | 2,4            | 206                  | 600 V                   | Rames unidirectionnelles 5 voitures                                                 |
| Italie  | Tramway de Naples      | 22     | 2007               | 20,20           | 2,30           | 155                  | 750 V                   | Rames bidirectionnelles 3 voitures                                                  |
| Italie  | Sassari                | 4      | 2006               | 27,47           | 2,40           | 196                  | 750 V                   | Rames bidirectionnelles 5 voitures                                                  |
| Suède   | Tramway de Göteborg    | 65     | 2005-2006-2010     | 29,55           | 2,65           | 238                  | 750 V                   | Rames unidirectionnelles 5 voitures                                                 |
| Turquie | Métro léger de Kayseri | 22     | 2008-2009          | 32,35           | 2,65           | 270                  | 750 V                   | Rames bidirectionnelles 5 voitures                                                  |
| Turquie | Métro léger de Samsun  | 16     | 2010               | 32,0            | 2,65           | 281                  | 750 V                   | Rames bidirectionnelles                                                             |
| Italie  | Gênes                  |        |                    | 42,90           | 2,65           | 240                  | 3.000 Vcc               | Rames Train/Tram bidirectionnelles 7 voitures                                       |
| Chine   | Métro de Pékin         | 31     | 2013               | 32,0            | 2,65           | 279                  | 750 V                   | Rames bidirectionnelles 5 voitures Fabrication sous licence en Chine par CNR Dalian |
| Chine   | Métro de Zhuhai        | 11     | 2014               | 32,0            | 2,65           | 279                  | 750 V Tramware          | Rames bidirectionnelles 5 voitures                                                  |

## Contrat de licence avec CNR Dalian
En 17 octobre 2012, AnsaldoBreda signe un contrat de licence avec le constructeur chinois CNR Dalian pour une durée de 10 ans. Le contrat prévoit la construction de 10 Sirio en Italie puis une production de jusqu'à 600 rames sur un site de CNR Dalian en Chine pour le marché intérieur, après transfert de technologie et formation des employés chinois. En fonction du nombre de rames construites, le contrat peut atteindre une valeur allant jusqu'à 200 millions d'euros pour AnsaldoBreda.
Les deux premières rames produites par AnsaldoBreda en Italie issues de cet accord, et destinées à la ligne 1 du tramway de Zhuhai, ont été livrées en octobre 2014